# Élections constituantes de 1946 en Seine-et-Marne
Les élections constituantes françaises de 1946 se tiennent le 2 juin. Ce sont les deuxièmes élections constituantes, après le rejet du projet de Constitution française du 19 avril 1946 lors du référendum du 5 mai.

## Mode de scrutin
L'assemblée constituante est composée de 586 sièges pourvus au scrutin proportionnel plurinominal suivant la règle de la plus forte moyenne dans chaque département, sans panachage ni vote préférentiel.
Dans le département de la Seine-et-Marne, cinq députés sont à élire.

## Élus
| Député sortant    | Parti | Parti | Député élu ou réélu | Parti | Parti |
| ----------------- | ----- | ----- | ------------------- | ----- | ----- |
| Laurent Casanova  |       | PCF   | Laurent Casanova    |       | PCF   |
| André Gautier     |       | PCF   | André Gautier       |       | PCF   |
| Roger Veillard    |       | SFIO  | René Arbeltier      |       | SFIO  |
| Henri Lespès      |       | MRP   | Henri Lespès        |       | MRP   |
| Michel Clemenceau |       | PRL   | Michel Clemenceau   |       | PRL   |

## Résultats

### Résultats à l'échelle du département
| Parti    | Parti    | Tête de liste     | Résultats | Résultats | Sièges |  |
| Parti    | Parti    | Tête de liste     | Voix      | %         |        |  |
| -------- | -------- | ----------------- | --------- | --------- | ------ |  |
|          | PCF      | Laurent Casanova  | 65 593    | 31,51     | 2      |  |
|          | PRL      | Michel Clemenceau | 44 548    | 21,40     | 1      |  |
|          | MRP      | Henri Lespès      | 42 282    | 20,31     | 1      |  |
|          | SFIO     | René Arbeltier    | 35 846    | 17,22     | 1      |  |
|          | RGR      | Lucien Bégouin    | 19 933    | 9,57      | -      |  |
|          |          |                   |           |           |        |  |
| Inscrits | Inscrits | Inscrits          | 248 644   | 100,00    | 5      |  |
| Votants  | Votants  | Votants           | 210 826   | 84,79     |        |  |
| Exprimés | Exprimés | Exprimés          | 208 202   | 98,76     |        |  |